# Башкиров, Вячеслав Филиппович
Вячесла́в Фили́ппович Башки́ров (9 [22] апреля 1915 года — 15 февраля 2001 года) — участник Великой Отечественной войны, военный комиссар эскадрильи 788-го истребительного авиационного полка 102-й истребительной авиационной дивизии ПВО, политрук.
Герой Советского Союза (8.02.1943), генерал-майор авиации запаса с 1966 года.

## Биография
Родился 22 апреля 1915 года в селе Лукашевка (ныне — Курчатовского района Курской области) в семье крестьянина. Русский. Жил в городе Москве. В 1935 году окончил Центральную летную школу Осоавиахима в Тушино, на следующий год — школу лётчиков-инструкторов. Работал инженером-конструктором Аэропроекта Гражданского Воздушного Флота. В 1940 году окончил Всесоюзный заочный индустриальный институт. Член ВКП(б) с 1940 года.
В Красной армии с 1940 года. Окончил Чугуевскую школу военных летчиков в 1941 году, затем курсы военных комиссаров в городе Батайске Ростовской области.
Участник Великой Отечественной войны с 1941 года. Служил в частях противовоздушной обороны. После переподготовки на истребитель Як-1 был назначен военным комиссаром эскадрильи 788-го истребительного авиационного полка. Военный комиссар эскадрильи Башкиров отличился во время битвы за Сталинград. В воздушных боях своим боевым примером воодушевлял остальной лётный состав на боевые подвиги. Только в августе 1942 года Башкиров сбил шесть самолётов противника из них четыре — Junkers Ju 88 и два — Messerschmitt Bf.109. Лётный состав эскадрильи Башкирова сбил за этот же месяц 18 самолётов противника. Был тяжело ранен.
Указом Президиума Верховного Совета СССР от 8 февраля 1943 года за героизм, проявленный в воздушные боях политруку Башкирову Вячеславу Филипповичу присвоено звание Героя Советского Союза (медаль «Золотая Звезда» № 790).
После выздоровления воевал в составе 907-го истребительного авиационного полка (Войска ПВО страны). Участвовал в Курской битве, освобождении Украины и Белоруссии. К 9 мая 1945 года гвардии подполковник В. Ф. Башкиров совершил 161 боевой вылет, провёл около 20 воздушных боёв, сбил 7 самолётов лично и 2 в группе (в последнем наградном листе говорится о 13 личных победах).
После войны продолжал службу в Войсках ПВО. В 1950 году окончил заочно Высшую партийную школу при ЦК КПСС, в 1955 году Военно-воздушную академию. В феврале 1964 возглавил Транспортное управление международных воздушных линий ГВФ (ТУ МВЛ ГВФ). 18 февраля 1966 года в результате ошибочных решений Башкирова произошла катастрофа авиалайнера Ту-114 в аэропорте Шереметьево. Приказом по министерству Башкиров был уволен с занимаемой должности.
С 1966 года генерал-майор авиации Башкиров В. Ф. в запасе. Жил в Москве. До 1990 года работал начальником Центрального Дома авиации и космонавтики. 
Умер 15 февраля 2001 года. Похоронен на Ваганьковском кладбище в Москве.

## Воинские звания
- Политрук (03.01.1942)
- Капитан (18.02.1943)
- Майор (06.04.1943)
- Подполковник (19.04.1944)
- Полковник (22.06.1951)
- Генерал-майор авиации (07.05.1960)

## Награды
- медаль «Золотая Звезда» (№ 790)  Героя Советского Союза  (08.02.1943)
- орден Ленина (08.02.1943)
- два ордена Красного Знамени (01.08.1943, 30.12.1956)
- два ордена Отечественной войны I степени (22.02.1945, 11.03.1985)
- орден Трудового Красного Знамени (16.04.1963)
- орден Красной Звезды  (24.06.1948)
- медали, в том числе:
  - «За боевые заслуги»  (30.04.1945)
  - «За оборону Сталинграда»
  - «За победу над Германией в Великой Отечественной войне 1941—1945 гг.»
  - «За взятие Берлина»

## Память
- Имя В. Ф. Башкирова выбито на стеле на Аллее Героев в Волгограде.